# 공룡의 발견
공룡의 발견은 1822년 영국에서 맨텔, 메어리가 우연히 공사장에서 발견한 공룡의 엄지앞발톱이 시초가 된 것이다. 이를 기초로 1824년 옥스퍼드 대학 버클랜드 연구실이 본격적 연구에 손을 걷었으며, 맨텔은 1825년 맨텔 강연회에서 자신이 발견한 공룡의 엄지앞발톱을 괴생명체의 이빨이라고 밝히면서 큰 도마뱀이란 뜻의 이구아노돈이란 이름을 붙여주었다. 이와 더불어 세월이 흐른 1841년 개장한 영국 자연사 박물관 대표인 온에 의해 공룡이 최초 복원되었다. 무서운 도마뱀이란 뜻의 디노사우루스라고 온이 이름 붙였다. 그 역사적인 곳은 1854년 수정궁 공원이다. 맨텔에 의해 이빨이라고 오해받았고, 이것을 물려받은 온이 이구아노돈의 뿔로 복원, 그 후 1941년 벨기에의 베르네사리가 엄지앞발톱으로 완벽히 복원을 해내었다. 한편, 뒤늦게서야 이구아노돈이 아닌 메갈로사우루스의 엄지앞발톱으로 밝혀진데 있다.

## 같이 보기
- 공룡